# A Leiteira (Eliseu Visconti)
A leiteira é uma pintura de Eliseu Visconti, realizada na França em 1915.

## Descrição
A obra A Leiteira de Eliseu Visconti foi produzida em 1915, através da técnica de pintura a óleo sobre tela. Faz parte da coleção particular e suas dimensões correspondem por 33 centímetros de altura e 41 centímetros de largura.  

## Contexto
A partir de 1901 até 1920, Eliseu Visconti fica entre Brasil e França. Em 1901, sua esposa, Louise descobre que está grávida, diante disso, o artista começa a desenvolver uma exposição na Escola Nacional de Belas Artes com a intenção de juntar dinheiro para encontrar sua mulher. Após sua filha nascer, o artista permanece sem dinheiro, então em 1903, o mesmo planeja uma outra exposição, dessa vez no Salão Nobre do Banco Construcor Agrícola, porém, o resultado não foi muito satisfatório.
Em 1905, Eliseu apresenta suas obras no Salão de Paris, que resultaram em um convite para decorar o Theatro Municipal do Rio de Janeiro. Após dar início às decorações, Eliseu Visconti encomenda painéis de decoração para colocar no teto do foyer.
No ano de 1915, quando A Leiteira é estreada, os painéis ficam prontos, mais especificamente em outubro e antes de serem levados ao Rio de Janeiro, os mesmos são expostos no atelier de Paris.
Durante a época, acontecia a Primeira Guerra Mundial, e a França estava dentre os combatentes deste conflito. Por essa razão, a passagem pelo Atlântico era perigosa, então Visconti deixou sua família em Paris, sendo assim, a decoração do teatro passou a ser considerada como mais uma obra-prima do artista e também, como sinal de sua coragem e responsabilidade.

## Análise
Vestida de trapos brancos e com um lenço escuro na cabeça, uma mulher caminha em um campo verde, com uma leiteira na mão. A direita da pintura, entre as árvores, encontra-se a representação de um menino, certamente Tobias. Na pintura o garoto usa um chapéu identificado em outra obra P447 de Eliseu.
Inspirada em uma fotografia do álbum do Projeto Eliseu Visconti (catálogo de Retrospectiva de 1949), a pintura foi restaurada no atelier de Cláudio Valério Teixeira, em dezembro de 2007 e aprovada na 8ª reunião da Comunicação de Autenticação das Obras de Eliseu Visconti em julho de 2010. Foi concedido pelo Projeto Eliseu Visconti o Atestado de Autenticidade nº 0180, assinado pelos membros da Comissão de Autenticação das Obras de Eliseu Visconti em 2011.